# Francis a la marina
Francis a la marina (títol original en anglès: Francis in the Navy) és una comèdia estatunidenca dirigida per Arthur Lubin, estrenada el 1955. Ha estat doblada al català.

## Argument[2]
Última pel·lícula de la mula Francis, protagonitzada per Donald O'Connor (Cantant sota la pluja). Durant la Segona Guerra Mundial, el tinent Stirling, es troba separat del seu grup a la selva. Durant un bombardeig troba una mula que "parla", que explica que es diu Francis. Els equívocs i embolics que provoca l'animal tornen a ser la tònica, però aquesta vegada ambientats en la Marina.

## Repartiment
- Donald O'Connor: Peter Stirling/Bosun's Mate 'Slicker' Donevan
- Martha Hyer: Betsy Donevan
- Richard Erdman: Murph
- Jim Backus: Comandant E.T. Hutch
- Clint Eastwood: Jonesy
- David Janssen: Tinent Anders
- Leigh Snowden: infermera Appleby
- Martin Milner: W.T. 'Rick' Rickson
- Paul Burke: Tate
- Myrna Hansen: Helen
- Phil Garris: Tony Stover